# Tamburin
Tamburin er et musikinstrument, som er en del af percussionfamilien. Tamburinen kan være med eller uden skind og kan have to forskellige former enten rund eller formet som en halvcirkel.

## Historie
Tamburinen er nævnt er i det gamle testamente og blev nævnt i forbindelse med befolkningen i Asien. Tamburinen var brugt af romaerne og blev derfor et meget i forbindelse med dans og folkemusik. Ca. i år 1800 blev tamburinen en del af det klassiske orkester.
Tamburinen ses i Wilhelm Marstrands malerier fra Italien.
- Wilhelm Marstrand, Italienerinde med blå tamburin, efter 1860, Nivaagaards Malerisamling
- Wilhelm Marstrand, Romerske borgere forsamlet til lystighed i et osteri, 1839, Nivaagaards Malerisamling.